# کهزاد البرزی
کهزاد البرزی (زاده ۱۳۰۵ مسجدسلیمان) سیاست‌مدار ایرانی است، که در دوره بیست‌ویکم مجلس شورای ملی ایران، بعنوان نماینده مسجدسلیمان از استان خوزستان در مجلس شورای ملی حضور داشت.